# Wappen der Provinz Toledo

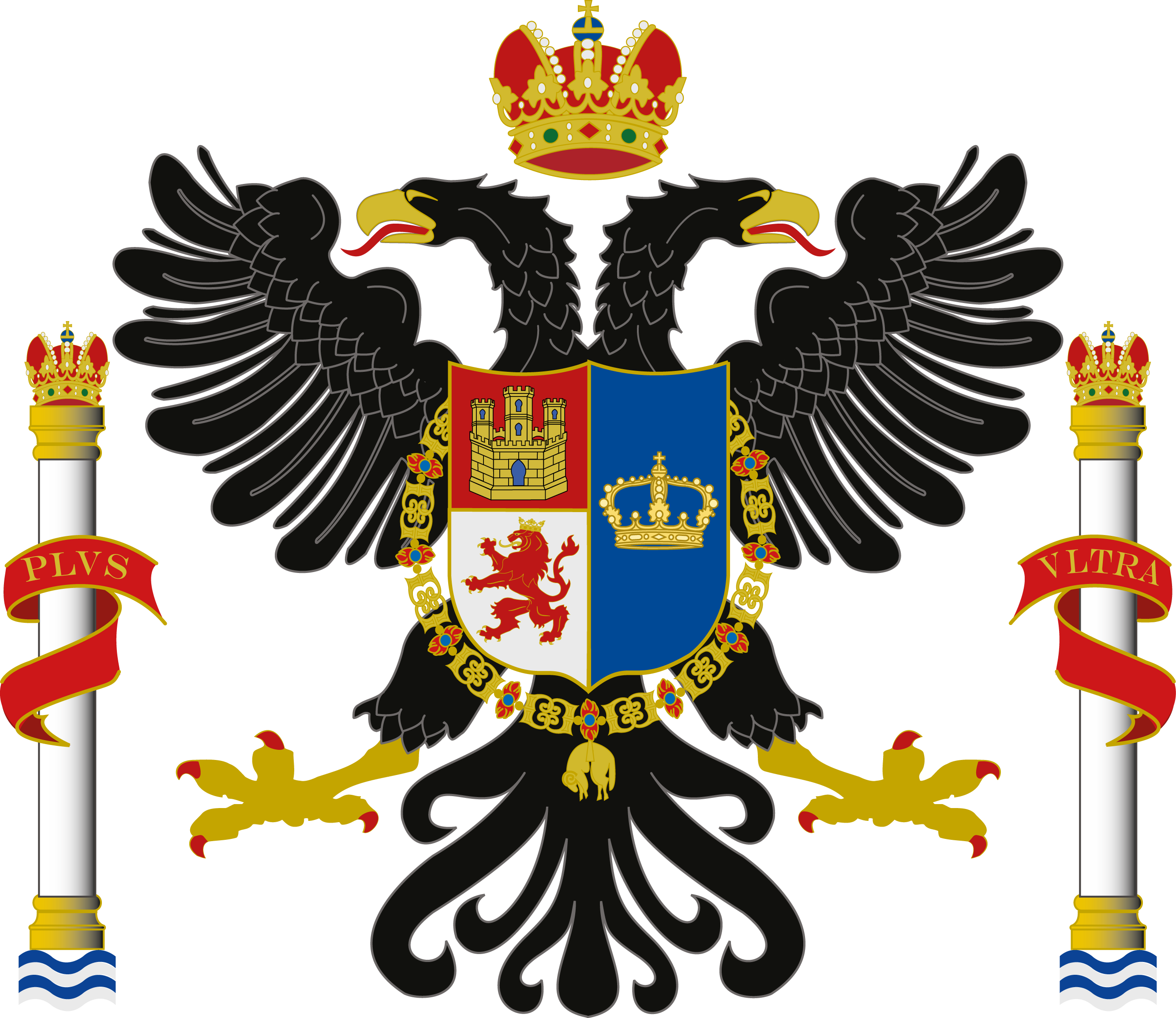
Wappen der Provinz Toledo seit 13. Mai 2013

Das Wappen der Provinz Toledo wurde am 19. Oktober 2012 einstimmig von der Abgeordnetenversammlung der Provinz angenommen und am 13. Mai 2013 durch einen Erlass der Präsidentialkanzlei der Autonomen Gemeinschaft Kastilien-La Mancha bestätigt. Dieser Erlass wurde am 29. Mai 2013 im Amtsblatt der Provinz veröffentlicht.

## Beschreibung
In der Heraldik werden die Bezeichnungen rechts und links grundsätzlich aus der Sicht der Person verwendet, die den Schild vor sich her tragen würde, also entgegengesetzt zur Sicht des Betrachters.
Auf der Brust eines rot bewehrten und gezungten, schwarzen Doppeladlers liegt ein gespaltener und rechts zusätzlich geteilter Schild. Oben rechts steht in Rot ein goldenes, schwarz vermauertes Kastell mit blauen Tür- und Fensteröffnungen, unten rechts in Silber ein golden bewehrter, gezungter und gekrönter, roter, aufrechter Löwe. In der linken Hälfte steht in Blau eine goldene Königskrone mit Reichsapfel und Kreuz. Der Schild ist umgeben von der Ordenskette des Ordens vom Goldenen Vlies. Der Adler wird beidseits begleitet von den silbernen Säulen des Herakles mit goldenen Basen über jeweils zwei blauen Wellenbalken und goldenen Kapitellen, auf denen jeweils eine rot gefütterte Kaiserkrone ruht. Die Säulen sind mit roten, golden gerandeten Spruchbändern umwunden, auf denen rechts das Wort PLVS und links das Wort VLTRA in goldenen Lettern steht. Über den Köpfen des Doppeladlers schwebt mittig eine weitere, rot gefütterte Kaiserkrone.

## Historische Herkunft der Wappenbestandteile
Das goldene, schwarz vermauerte Kastell mit blauen Öffnungen steht seit der Regierungszeit Alfons VIII. zwischen 1171 und 1176 als Symbol für das Königreich Kastilien. Ebenso ist der aufrechte rote, eigentlich purpurfarbene, Löwe seit Alfons VII. (1126–1157) das Wappentier des Königreichs León. Mit der goldenen Krone erscheint er erstmals unter Sancho IV. von Kastilien ab 1284. Die Kombination beider Felder bezeugt somit die Zugehörigkeit Toledos zur spanischen Krone. Die Königskrone auf blauem Grund steht für das Königreich Toledo, das 1085 mit dem Einzug Alfons VI. von León in die eroberte Stadt begründet wurde. Es sollte das Westgotenreich wieder herstellen, das seit 526 seine Hauptstadt in Toledo hatte. Das Königreich Toledo bestand nominell bis 1833, als es endgültig als Neukastilien ins Königreich Kastilien eingegliedert wurde.
Der Orden vom goldenen Vlies wurde am 10. Januar 1430 von Philipp dem Guten als Hausorden des Herzogtums Burgund gegründet und ging 1478 durch die Heirat der Erbherzogin Maria von Burgund auf das Haus Habsburg über. 1700 gründete Philipp V. von Anjou als neuer König von Spanien den spanischen Ordenszweig. Die Säulen des Herakles wurden von Kaiser Karl V. (als spanischer König Karl I.) auf Anraten seines Beraters Luis Marliani zusammen mit dem Motto PLVS VLTRA ins spanische Königswappen aufgenommen. Diese symbolisieren die Ausdehnung des spanischen Herrschaftsbereichs weit über die Straße von Gibraltar, mythologischer Ort der Säulen des Herakles, hinaus bis auf das Festland des amerikanischen Kontinents.

## Vorgängerversionen

Wappen der Provinz Toledo von 1836 bis 2013

Von 1836 bis zum 12. Mai 2013 führte die Provinz Toledo folgendes Wappen: Der quadrierte Schild zeigte im 1. und 4. Feld das goldene, schwarz vermauerte Kastell mit blauen Tür- und Fensteröffnungen auf rotem Grund für Kastilien. Das 2. und 3. Feld zeigte auf silbernem Grund den rot bewehrten und gezungten, golden gekrönten, purpurfarbenen, aufrechten Löwen für León. In diesen Schild war eine silberne Spitze eingepfropft, die einen grünen Granatapfel mit zwei grünen Blättern und rotem Riss zeigte. Dieser stand für das Königreich Granada, das vom 2. Januar 1492 bis 1833 als Bestandteil der Krone Kastiliens bestand. Der Schild war mit der Ordenskette des Ordens vom Goldenen Vlies umlegt und ruhte auf der Brust eines rein schwarzen Doppeladlers. Auf den Schwingen trug der Adler die beiden silbernen Säulen des Herakles, deren goldene Basen auf jeweils 3 blauen Wellenbalken standen. Die goldenen Säulenkapitelle trugen rechts die rot gefütterte, goldene Kaiserkrone und links die goldene Königskrone Spaniens. Über dem Doppeladler schwebte die goldene Kaiserkrone.
Am 24. Januar 1966 erschien eine vereinfachte Version des nebenstehenden Wappens als 49. Briefmarke in einer Serie „Escudos provinciales españoles“. Der Löwe von León im 2. und 3. Feld war hierbei wieder rot statt purpurfarben und die eingepfropfte Spitze für Granada fehlte völlig. Ebenso fehlten die Ordenskette vom Goldenen Vlies und die blauen Wellenbalken. Dazu waren die Säulen des Herakles rein silbern inklusive ihrer Basen und Kapitelle, ebenso die beiden Kronen und die Spruchbänder.
Im Jahr 1905 wurde von der Provinzverwaltung ein Bericht des Wappenkönigs Don Luis Rubio y Ganga bezüglich des Provinzwappens angefordert. Dieser forderte eine Neugestaltung des Wappens unter Einbeziehung traditioneller Elemente Toledos: Die rechte Hälfte des gespaltenen Schilds zeigte im 1. und 4. Feld das goldene Kastell in Rot für Kastilien und im 2. und 3. Feld den roten aufrechten Löwen für León. Die linke Schildhälfte zeigte in Blau die Figur eines auf einem goldenen Thron sitzenden, gekrönten Kaisers, der in der rechten Hand ein Schwert und in der linken Hand einen Reichsapfel hält. Dieses Symbol taucht auf Münzen seit der Zeit Peters I. von Kastilien auf, hat aber wohl keinen Bezug zu einer realen Persönlichkeit, sondern symbolisiert Toledo als „Haupt der spanischen Reiches“. Es ist nicht bekannt, ob dieses Wappen offiziell von der Abgeordnetenversammlung angenommen wurde. Zwar wurde es auf einigen Drucksachen verwendet, aber z. B. nie ins offizielle Provinzsiegel aufgenommen und verschwand nach einigen Jahren in der Vergessenheit.